# SURFnet
SURFnet is een onderdeel van Coöperatie SURF, een coöperatieve vereniging van Nederlandse onderwijs- en onderzoeksinstellingen op het gebied van informatie- en communicatietechnologie. SURFnet brengt via een computernetwerk verschillende organisaties met elkaar in contact, waaronder hogescholen, universiteiten, academische ziekenhuizen, onderzoeksinstituten en andere wetenschappelijke organisaties.

## Dienstverlening
Via dienstverlening door SURFnet kunnen onderzoekers, docenten en studenten samenwerken. De organisatie ontwikkelt en beheert hiertoe een hybride fixed-wireless netwerk, biedt toegang tot ICT-voorzieningen, faciliteert onderwijs en verzorgt voorlichting over internetbeveiliging. Daarnaast biedt SURFnet lichtpaden: directe verbindingen tussen twee punten, buiten het publieke internet om, voor extra veiligheid en snelheid (tot 10 Gbit/s; extra snelheid wordt bereikt doordat het een directe verbinding is).

## Organisatie
De organisatie werd in 1988 opgericht met als doel een landelijk computernetwerk op te zetten voor het Nederlandse hoger onderwijs en onderzoek. Het eerste netwerk werd in 1990 operationeel. De maximale bandbreedte was 64 Kbit/s. Sinds 2014 is SURFnet7 in productie, met een maximale bandbreedte van 100 Gbit/s.
Per 1 januari 2021 is de zelfstandig opererende werkmaatschappij SURFnet samen met SURFmarket en SURFsara juridisch gefuseerd tot SURF B.V.